# 1964年の南海ホークス
1964年の南海ホークスでは、1964年の南海ホークスにおける動向をまとめる。
この年の南海ホークスは、鶴岡一人監督の19年目のシーズンである。

## 概要
前年主砲の野村克也が52本塁打を放ちながらも西鉄の逆転優勝を許して2位となり、鶴岡監督は「もう一度優勝する」と意気込み開幕を迎えた。しかし前年と違ってチームは平凡なスタートを余儀なくされ、5月には前年Bクラスの東京と同率3位になるなど苦戦が続いた。チームが上昇気流に乗ったのは6月からで、首位の阪急に2ゲーム差と迫ると、7月には14勝6敗と勝ち越して首位を奪回。このまま優勝が期待されたが、その後も阪急がマークするなど苦戦を強いられた。阪急の選手が優勝争いに慣れていなかったこともあり、最後は3年ぶり9度目のリーグ優勝を達成。対戦成績では東映、東京にそれぞれ14勝15敗1分と負け越したものの、西鉄に20勝9敗1分、最下位の近鉄には19勝11敗と大きく勝ち越した。日本シリーズは阪神との関西決戦となったが、エースのジョー・スタンカが第1・6・7戦で3完封の離れ業をやってのけ阪神を4勝3敗で破り、5年ぶり2度目の日本一に輝いた。試合後、阪神の藤本定義監督は「今年の日本シリーズはスタンカにしてやられた」と語るのが精いっぱいだった。一方、野球留学生に選ばれ渡米していた村上雅則は、サンフランシスコ・ジャイアンツのファーム・A級のフレスノに配属されていたが、156奪三振・防御率1.78がジ軍に見入られてジ軍に昇格、日本人初のメジャーリーガーが誕生、9月29日にヒューストン・コルトフォーティファイブス（現：アストロズ）戦でメジャー初勝利をあげた。しかしシーズン終了後、ジ軍が南海の許可無しに村上と翌年の契約をしてしまった事から大騒ぎ、結局1年間の期限付きで村上は1965年もジ軍に在籍する事になる。

## チーム成績

### レギュラーシーズン
| 1 | 中 | 広瀬叔功 |
| 2 | 右 | 樋口正蔵 |
| 3 | 二 | ローガン |
| 4 | 捕 | 野村克也 |
| 5 | 一 | ハドリ   |
| 6 | 左 | 井上登   |
| 7 | 遊 | 小池兼司 |
| 8 | 三 | 森下整鎮 |
| 9 | 投 | 三浦清弘 |

| 順位 | 3月終了時 | 3月終了時 | 4月終了時 | 4月終了時 | 5月終了時 | 5月終了時 | 6月終了時 | 6月終了時 | 7月終了時 | 7月終了時 | 8月終了時 | 8月終了時 | 最終成績 | 最終成績 |
| ---- | --------- | --------- | --------- | --------- | --------- | --------- | --------- | --------- | --------- | --------- | --------- | --------- | -------- | -------- |
| 1位  | 西鉄      | --        | 阪急      | --        | 西鉄      | --        | 阪急      | --        | 南海      | --        | 南海      | --        | 南海     | --       |
| 2位  | 南海      | 1.5       | 西鉄      | 1.0       | 阪急      | 0.0       | 南海      | 2.0       | 阪急      | 0.5       | 阪急      | 6.0       | 阪急     | 3.5      |
| 3位  | 阪急      | 2.5       | 南海      | 2.5       | 南海      | 2.0       | 東京      | 3.5       | 東京      | 8.5       | 東京      | 9.5       | 東映     | 5.5      |
| 4位  | 東京      | 2.5       | 東京      | 2.5       | 東京      | 3.0       | 西鉄      | 7.5       | 西鉄      | 10.5      | 東映      | 11.5      | 東京     | 6.0      |
| 5位  | 東映      | 4.0       | 東映      | 3.0       | 東映      | 6.0       | 東映      | 10.0      | 東映      | 11.5      | 西鉄      | 17.5      | 西鉄     | 19.5     |
| 6位  | 近鉄      | 4.5       | 近鉄      | 9.0       | 近鉄      | 10.0      | 近鉄      | 19.0      | 近鉄      | 23.0      | 近鉄      | 30.5      | 近鉄     | 28.5     |

| 順位 | 球団             | 勝 | 敗 | 分 | 勝率 | 差   |
| 1位  | 南海ホークス     | 84 | 63 | 3  | .571 | 優勝 |
| 2位  | 阪急ブレーブス   | 79 | 65 | 6  | .549 | 3.5  |
| 3位  | 東映フライヤーズ | 78 | 68 | 4  | .534 | 5.5  |
| 4位  | 東京オリオンズ   | 77 | 68 | 5  | .531 | 6.0  |
| 5位  | 西鉄ライオンズ   | 63 | 81 | 6  | .438 | 19.5 |
| 6位  | 近鉄バファローズ | 55 | 91 | 4  | .377 | 28.5 |

### 日本シリーズ
| 日付                               | 試合   | ビジター球団（先攻） | スコア   | ホーム球団（後攻） | 開催球場       |
| ---------------------------------- | ------ | -------------------- | -------- | ------------------ | -------------- |
| 10月1日（木）                      | 第1戦  | 南海ホークス         | 2 - 0    | 阪神タイガース     | 阪神甲子園球場 |
| 10月2日（金）                      | 第2戦  | 南海ホークス         | 2 - 5    | 阪神タイガース     | 阪神甲子園球場 |
| 10月3日（土）                      | 移動日 | 移動日               | 移動日   | 移動日             | 移動日         |
| 10月4日（日）                      | 第3戦  | 阪神タイガース       | 5 - 4    | 南海ホークス       | 大阪球場       |
| 10月5日（月）                      | 第4戦  | 阪神タイガース       | 3 - 4x   | 南海ホークス       | 大阪球場       |
| 10月6日（火）                      | 第5戦  | 阪神タイガース       | 6 - 3    | 南海ホークス       | 大阪球場       |
| 10月7日（水）                      | 移動日 | 移動日               | 移動日   | 移動日             | 移動日         |
| 10月8日（木）                      | 第6戦  | 雨天中止             | 雨天中止 | 雨天中止           | 阪神甲子園球場 |
| 10月9日（金）                      | 第6戦  | 南海ホークス         | 4 - 0    | 阪神タイガース     | 阪神甲子園球場 |
| 10月10日（土）                     | 第7戦  | 南海ホークス         | 3 - 0    | 阪神タイガース     | 阪神甲子園球場 |
| 優勝：南海ホークス（5年ぶり2回目） |        |                      |          |                    |                |

## オールスターゲーム1964
- 選出選手及びスタッフ

| ポジション | 名前      | 選出回数 |
| ---------- | --------- | -------- |
| コーチ     | 鶴岡一人  |          |
| 投手       | スタンカ  | 2        |
| 投手       | 杉浦忠    | 5        |
| 捕手       | 野村克也  | 8        |
| 内野手     | 小池兼司  | 初       |
| 外野手     | 広瀬叔功  | 7        |
| 外野手     | 堀込基明▲ | 初       |

- 太字はファン投票による選出。取り消し線は出場辞退選手、▲は出場辞退選手発生による補充選手。

## できごと
- 10月10日 - 日本シリーズ第7戦、阪神タイガースに勝利し、1959年以来5年振り2度目の日本一。シリーズMVPは3完封のジョー・スタンカ投手。ところが同日は1964東京オリンピックの開幕日で、翌10月11日の新聞では大半がオリンピック関連、南海日本一は隅っこに追いやられてしまった。

## 表彰選手
| リーグ・リーダー | リーグ・リーダー | リーグ・リーダー | リーグ・リーダー |
| 選手名           | タイトル         | 成績             | 回数             |
| ---------------- | ---------------- | ---------------- | ---------------- |
| スタンカ         | 最優秀選手       |                  | 初受賞           |
| スタンカ         | 最高勝率         | .788             | 初受賞           |
| 広瀬叔功         | 首位打者         | .366             | 初受賞           |
| 広瀬叔功         | 盗塁王           | 72個             | 4年連続4度目     |
| 野村克也         | 本塁打王         | 41本             | 4年連続5度目     |
| 野村克也         | 打点王           | 115打点          | 3年連続3度目     |

| ベストナイン | ベストナイン | ベストナイン |
| 選手名       | ポジション   | 回数         |
| ------------ | ------------ | ------------ |
| スタンカ     | 投手         | 初受賞       |
| 野村克也     | 捕手         | 9年連続9度目 |
| 小池兼司     | 遊撃手       | 2年連続2度目 |
| 広瀬叔功     | 外野手       | 2年連続2度目 |